# Revue égyptologique
La Revue égyptologique est une revue traitant d’égyptologie publié de 1880 à 1924 sous la direction d’Eugène Revillout et, jusqu’en 1885, Heinrich Karl Brugsch et François Chabas. Sa publication est suspendue durant les années 1914-1918. À partir de 1919 une nouvelle série est publiée sous la direction d’Alexandre Moret et Pierre Jouguet. Sa publication est de nouveau suspendue de 1921 à 1923. En 1924, la revue et le Recueil des Travaux relatifs à la philologie et à l'archéologie égyptiennes et assyriennes sont remplacés par la Revue de l'Égypte ancienne qui deviendra ensuite la Revue d'égyptologie.

## Volumes
- Volume I, 1880 (archive.org, archive.org)
- Volume II, 1882 (archive.org)
- Volume III, 1885 (archive.org)
- Volume IV, 1885 (archive.org)
- Volume V, 1888 (archive.org)
- Volume VI, 1891 (archive.org)
- Volume VII, 1896 (archive.org)
- Volume VIII, 1898 (archive.org)
- Volume IX, 1900 (archive.org)
- Volume X, 1902 (archive.org)
- Volume XI, 1904 (archive.org)
- Volume XII, 1907 (archive.org)
- Volume XIII, 1911 (archive.org)
- Volume XIV, 1914 (archive.org)

Nouvelle série en 1919 :
- Volume I, 1919 (archive.org, uni-heidelberg.de).
- Volume II, 1921 (uni-heidelberg.de)